# Fête des allumoirs
 (novembre 2015).
La fête des allumoirs est une fête célébrée dans les villes textiles du Nord de la France. Héritière des fêtes liées aux équinoxes, elle marque le retour des soirées où, au XIXe siècle, le travail des tisserands s'effectuait à la lumière de la lampe.

## Histoire
Au XIXe siècle, dans les villes du Nord de la France où s'exerçait l'industrie textile, la fête des allumoirs marquait le début de l'automne et le retour des soirées où le travail des tisserands s'effectue à la lumière de la lampe. En été, l'activité s'arrêtait à la tombée de la nuit. 
Alexandre Desrousseaux, dans son ouvrage Mœurs populaires de la Flandre française fait une des toutes premières descriptions des fêtes des allumoirs : « Autrefois, la fête des allumoirs durait trois ou quatre jours et donnait lieu à des réjouissances publiques et privées. Aujourd'hui la plupart des établissements industriels chôment à partir de midi, les ouvriers se divertissent, suivant un vieil usage, se régalant dans les cabarets de portions de saucisses accommodées aux pommes de terre ou aux haricots et qu'on appelle pirreux en patois, pierrots en francisant. »
Le dernier lundi de septembre, en clôture des journées de réjouissance, les enfants parcouraient les rues portant un allumoir, une lanterne fabriqué à l'aide d'un pot en terre cuite ou creusée dans une betterave ou citrouille dans laquelle étaient déposées des braises saupoudrées de grains d’encens. Pendant le cortège, animé par un groupe musical composé de fifres et de tambours, les enfants balançaient leur lanterne à la manière d’un encensoir à la fois pour entretenir le feu et pour parfumer leur passage.
Dans la plupart des cortèges, on entend la chanson : « Viv' les allumoirs, ma mère, viv' les allumoirs. On les allume quand il fait noir, viv' les allumoirs ! », composée par le poète patoissant roubaisien Charles Bodart-Timal.
Cette fête populaire est une héritière des festivités des lumières, ces rites païens liés au équinoxes observés dans toute l’Europe bien avant le Moyen Âge. Des défilés existaient peut-être avant l’essor de l’industrie textile à Roubaix et Tourcoing, même si on n’en trouve nulle trace. 
La fête est toujours bien vivante dans les villes de Roubaix, Tourcoing, Wattrelos, mais également à Lys-lez-Lannoy, Halluin, Neuville en Ferrain, Wambrechies, Bondues, Roncq et à Mouscron, en Belgique. Les lanternes vénitiennes ont remplacé betteraves et citrouilles et les enfants, influencés par la fête d'Halloween, se promènent déguisés et accompagnés par des adultes,.